# Goliath et l'Hercule noir
Pour plus de détails, voir Fiche technique et Distribution.
Goliath et l'Hercule noir (titre original : Goliath e la schiava ribelle) est un film italo-français de Mario Caiano sorti en 1963.

## Synopsis
Pour pouvoir attaquer les Perses, Alexandre le Grand propose une alliance avec Marcius, roi de Lydie. N'ayant pas confiance en cette proposition, ce dernier décide d'envoyer Goliath.

## Fiche technique
- Titre français : Goliath et l'Hercule noir
- Titre original : Goliath e la schiava ribelle
- Réalisation : Mario Caiano
- Scénario : Gian Paolo Callegari et Albert Valentin
- Directeur de la photographie : Pier Ludovico Pavoni
- Montage : Nella Nannuzzi
- Musique : Carlo Franci
- Costumes : Mario Giorsi
- Décors : Pier Vittorio Marchi
- Production : Giorgio Agliani
- Genre : Film d'aventures, Drame
- Pays de production :  Italie,  France
- Durée : 105 minutes (1 h 45)
- Dates de sortie :
  - Italie : 5 septembre 1963
  - France : 29 avril 1964

## Distribution
- Gordon Scott (VF : Gabriel Cattand) : Goliath
- Ombretta Colli : la princesse Cori
- Gloria Milland : Zoé
- Mimmo Palmara (VF : Jacques Beauchey) : Artafernes (Artaphernès en VF)
- Giuseppe Fortis (VF : Albert Augier) : Barbuk (Burbak en VF)
- Serge Noubret (VF : Bachir Touré) : Milan (Milon en VF)
- Mirko Ellis : le politicien avec Marcius
- Aldo Pini (VF : Gérard Férat) : le grand prêtre
- Amedeo Trilli (VF : Marcel Painvin) : le marchand d'esclaves phénicien
- Gabriele Antonini (VF : Jacques Bernard) : Alexandre le Grand
- Massimo Serato (VF : Yves Furet) : Marcius (Mazius en VF)